# Tamanowice
Tamanowice (ukr. Тамановичі) – wieś na Ukrainie, w rejonie jaworowskim (do 2020 roku w rejonie mościskim) obwodu lwowskiego. Wieś liczy 208 mieszkańców.
W II Rzeczypospolitej do 1934 samodzielna gmina jednostkowa. Następnie należała do zbiorowej wiejskiej gminy Hussaków w powiecie mościskim w woj. lwowskim. Po wojnie wieś weszła w struktury administracyjne Ukraińskiej SRR.
W Tamanowicach urodził się 25 listopada 1899 Tadeusz Białoszczyński – polski aktor teatralny, filmowy, telewizyjny i radiowy.